# 二重起訴の禁止
二重起訴の禁止（にじゅうきそのきんし）とは、裁判所に係属する事件について当事者は、さらに訴えを提起することができないとする民事訴訟法上の原則をいう。民事訴訟法142条に明文がある。平成8年の改正民事訴訟法において、条文の見出しは「重複する訴えの提起の禁止」と改められ、「二重起訴」との語は現行の法文上は用いられていない。「重複起訴の禁止」と呼ばれることもある。

## 趣旨
同一内容の訴えが複数起こされると、被告は二重に応訴しなければならず、迷惑である。また裁判所としても同一内容の審理を複数の裁判所で行わなければならず、無駄であって訴訟経済に反する。さらに、もしも複数の裁判所で矛盾する内容の判決が出ようものなら混乱が生じることは避けられない。そのため、二重起訴は民事訴訟法142条によって禁止されている。

## 二重起訴がなされた場合の処理
条文上は「提起することができない」（142条）とされているが、実際問題としては後で起こされた訴えの方を不適法として却下すべきであるとされている。なお、民事保全手続においても類推適用があり、既に申し立てられた申し立てと同一の申し立ては許されない。

## 二重起訴となるかどうかの判断
二重起訴となるかどうかは、当事者の同一性と審判対象（訴訟物）の同一性から判断すべきだとされる。

### 当事者の同一性
訴訟物が同一であっても、当事者が違えば二重起訴とはならない。例えば、Xの甲地についての所有権確認訴訟であっても、原告Xに対し、被告がYである訴えと被告がZである訴えは、二重起訴とはならない。民事訴訟は、当事者間の相対的解決で満足するのが原則だからである。

### 訴訟物の同一性
XのYに対する所有権確認とYのXに対する（同一物についての）所有権確認では、訴訟物がそれぞれ「Xの」所有権と「Yの」所有権であるから別個であり、二重起訴の禁止には触れないとする見解もあるが批判も強い。批判する見解は、このような場合には反訴としてのみ後訴を許すべきとする。
しかし給付訴訟の被告が債務不存在確認訴訟を起こす場合は、これも二重起訴の禁止には触れないとする見解もあるが、確認の訴えの利益とも関係して複雑な問題となる。具体的には、給付の訴えは既判力による確定のみならず執行力をもたらすことから、既判力による確定しかもたらさない確認の訴えの利益を包含し、給付の訴えが起こされると確認の訴えの訴えの利益（確認の利益）が消滅するのではないかが問題となるのである。しかしこれを肯定すると、債務不存在確認訴訟が先に提起され、給付訴訟が後からおこされた場合でも、先に起こされていた債務不存在確認訴訟の確認の利益]消滅してしまうのではないかも問題になる。この点、最判平成16年3月25日民集58巻3号753頁は、債務不存在確認訴訟に対して反訴として給付訴訟を起こした場合、本訴である債務不存在確認訴訟の確認の利益が消滅するとした。

### 手形訴訟の例外
手形訴訟では、証拠が原則として書証に限られる（352条1項）し、反訴も提起できない（351条）うえに控訴が許されず、代わりに異議申立のみが許される（356条・357条）などの特徴がある。ところで、手形金債務の債務不存在確認訴訟が提起された場合、訴訟の種類が違うために反訴の提起はできない（136条参照）。そこで、手形債務の場合は例外として、債務不存在確認訴訟が起こされても、給付訴訟たる手形訴訟を別訴として提起してよいと考えられる。

## 訴訟物が同一ではないが密接な関係にある場合への類推適用
二重起訴の禁止は元来、訴訟物が同一の訴えの重複提起を禁止するものであるが、訴訟物が同一ではないものの密接に関連する場合に、類推適用すべきだとの見解も高橋宏志ほかが主張して有力である。被告の応訴の煩・二重審理回避の訴訟経済・矛盾する判決による混乱の防止といった、二重起訴の禁止の趣旨が当てはまるからである。これによれば、例えば特定の売買契約において、売主Xが代金請求の訴えを買主Yに起こした後に買主Yが売主Xに目的物引渡の訴えを起こすような場合に類推すべきであるという。ただし、このような場合には後訴の訴訟物は、これ自体独立の訴訟物であって勝訴判決を受けるだけの利益がある。そこで反訴としてのみ提訴が許され、それに反して別訴が提起された場合には強制的に弁論を併合すべきだという。

## 相殺の抗弁と二重起訴
相殺の抗弁は、訴えの提起ではないが、審理判断されると既判力が生じる（114条2項）という特徴がある。したがってもしこれを二重起訴とまったく認めない場合は判決の矛盾といった、二重起訴と同様の自体が生じうる。そこである訴訟で主張していた債権を別の訴訟で相殺の自働債権に供すること、及びある訴訟で相殺の自働債権に供した債権を別の訴訟で請求することができるかが、問題となる。

### 訴えが先で相殺の抗弁が後の場合
訴えが先の場合、かつては、許されるという見解が通説だった。相殺の抗弁は訴えの提起ではなくあくまでも抗弁であり、しかも相殺の抗弁は他の抗弁より後に審理・判断されるため、二重審理・既判力抵触が起きるかは不確実であるからである。しかし、近年ではどちらかというと二重起訴の禁止の趣旨に触れて許されないという見解の方が多数説となっている。もっとも、相殺の抗弁の提出を認めないと相殺の担保的機能への期待が害されるという指摘もある。
判例は最判昭和63年3月15日民集42巻3号170頁及び最判平成3年12月17日民集45巻9号1435頁で、相殺の抗弁には供せないとした。一方で判例は最判平成10年6月30日民集52巻4号1225頁において、前訴が一部請求の事案で、残部による相殺の抗弁を認めた。相殺の担保的機能へのシフトだとする見方もあるが、一部請求では訴訟物が分断されるという一部請求の判例理論に従っただけとも解しうる。

### 相殺の抗弁が先で訴えが後の場合
通説は相殺の抗弁が先の場合を許容するものとされている。審理が必然的かという点に注目すると、訴えが先であれば審理されることが必然的であるから二重起訴の禁止に触れるという方向に傾き、抗弁が先であれば審理されるかは未必的であるから二重起訴の禁止には触れない方向に傾く。しかし相殺の担保的機能を重視すると、ちょうど逆の方向に傾く。
相殺の抗弁が先の場合には、最高裁判例がない。下級審判例は別訴を許容するものとしないものに分かれている。

### 一部請求訴訟における残部債権による相殺
最判平成10年6月30日民集52巻4号1225頁は、一部請求訴訟の残部債権によって他の債権を相殺するとの主張について、原則として許されるものとした。